# Чилва
Језеро Чилва је друго по величини језеро у Малавију, после језера Малави. Језеро се налази у источном делу дистрикта Зомба, у близини границе са Мозамбиком. Чилва је дуга око 60 km и широка око 40 km, а окружена је мочварама. Постоји велико острво усред језера под називом Чиси. Језеро нема отоку, а ниво воде је под утицајем сезонских киша и летњих испаравања. Године 1968. језеро је нестало током изузетно сувог времена. Када је Давид Ливингстон посетио језеро 1859. године, он је пријавио да се његова јужна граница простирала до Муланџе масива, који би учинио језеро најмање 20 mi (32 km) дужим него што је данас. Данска међународна агенција за развој, у сарадњи са Владом Малавија ради на томе како би се осигурало очување језера и његових мочвара.
Око 335 села са преко 60.000 становника се баве риболовом на језеру, али они убију преко 17.000 тона риба годишње што чини 20% свих риба ухваћеном у Малавију. У језеру живи око 1,5 милиона водених птица, односно 160 различитих врста птица. Неки од њих мигрирају уз азијско-источноафрички коридор из Сибира сваке године. Овај коридор прелази 1% птица са језера, односно 12 врста птица.
Околна људска популација је густа и расте. Водене птице се лове за храну, а када је ниво воде низак и риболов је проблематичан. Улажу се напори како би се осигурало да се лов врши на одржив начин.